# 토이 문제

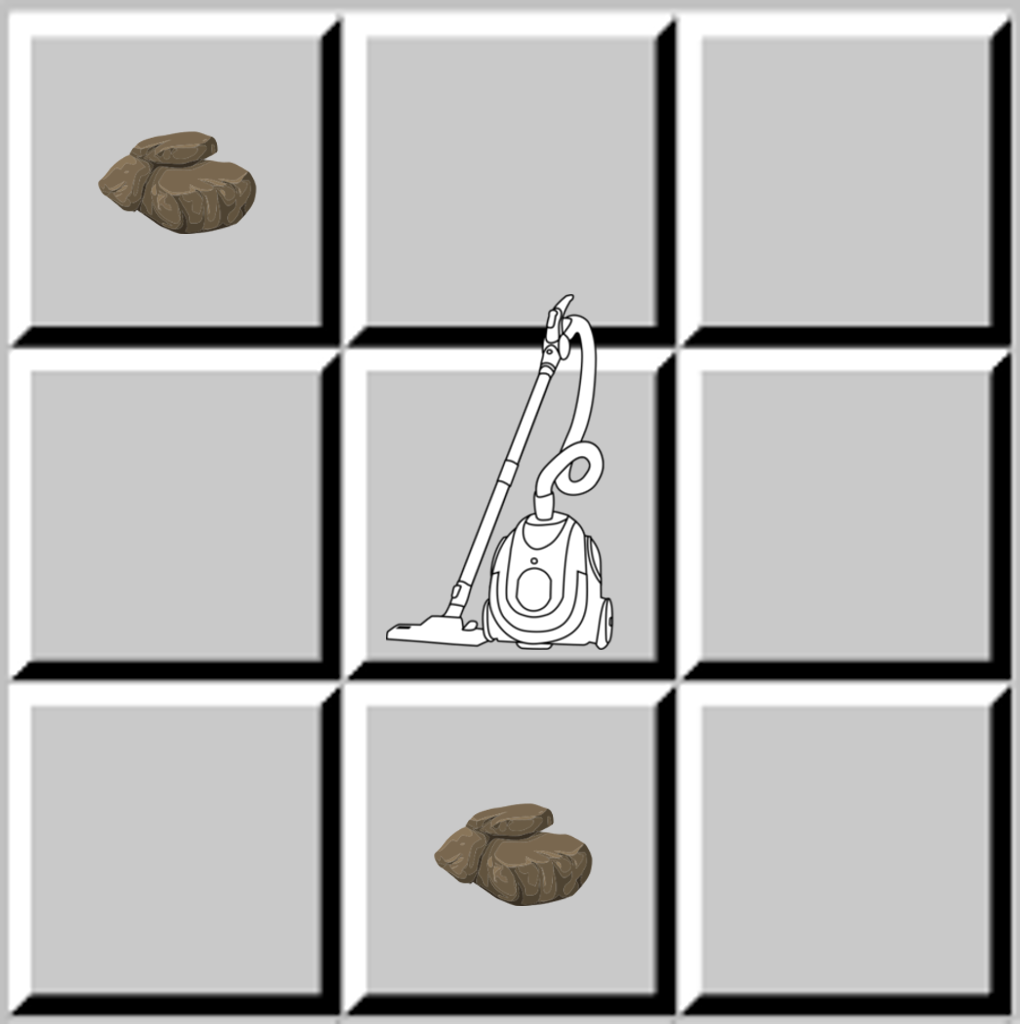
Vacuum World, 모든 먼지 조각을 진공 청소기로 빨아들이는 것이 목표인 최단 경로 문제

과학 분야에서 토이 문제(toy problem) 또는 퍼즐 같은 문제(puzzlelike problem)는 직접적인 과학적 관심 대상은 아니지만, 문제의 다른 더 복잡한 사례와 공유될 수 있는 특성을 설명하기 위한 설명 도구로 사용되거나, 특정하고 더 일반적인 문제 해결 기법을 설명하는 방법으로 사용되는 문제이다. 토이 문제는 방법론을 테스트하고 입증하는 데 유용하다. 연구자들은 토이 문제를 사용하여 서로 다른 알고리즘의 성능을 비교할 수 있다. 또한 게임 설계에도 좋다.
예를 들어, 대규모 시스템을 설계할 때 종종 큰 문제는 상세하게 잘 이해된 많은 더 작은 토이 문제로 분해된다. 종종 이러한 문제들은 복잡한 문제의 몇 가지 중요한 측면을 추출하여 분리하여 연구될 수 있도록 한다. 따라서 토이 문제는 더 복잡한 문제에서 특정 현상에 대한 직관을 제공하는 데 매우 유용하다.
예를 들어, 인공지능 분야에서 고전적인 퍼즐, 게임 및 문제는 토이 문제로 자주 사용된다. 여기에는 슬라이딩 블록 퍼즐, N-퀸 문제, 선교사와 식인종 문제, 틱택토, 체스, 하노이 탑 등이 포함된다.